# Aeroporto Internacional Nursultan Nazarbayev
O Aeroporto Internacional Nursultan Nazarbayev (em cazaque:  Халықаралық Астана Әуежайы) (IATA: NQZ, ICAO: UACC) é um aeroporto localizado em Astana, a capital do Cazaquistão. Fica a 14 km do centro da cidade. A história do aeroporto remonta a 1931, quando o primeiro aeródromo foi construído. Em 2005, o aeroporto passou por uma grande reconstrução para se enquadrar nos padrões internacionais.